# Южна конференция
Конференция Юг (на английски: Conference South) е полупрофесионална английска футболна лига. Заема шестото ниво на английския футбол, заедно със Конференция Север, като те са разделени на географски принцип.

## Структура
В Конференция Юг има 22 отбора. Всеки от тях изиграва по 2 срещи с останалите (един път като домакин и един път като гост) и получава три точки за победа, една точка за равенство и нито една точка за загуба. От тези точки се определя класирането в таблицата.
След края на сезона първият отбор заедно с победителя от елиминациите получават промоция за Националната конференция и заемат местата на два отбора заели две от последните четири места. Победителят се определя като спечели срещите над другите 3 отбора участващи в елиминациите. В полуфиналните срещи се изправят 2-рият срещу 5-ият и 3-тият срещу 4-тият. Победителите от двете срещи изиграват финална среща и победилият получава промоция.
Отборите завършили на последните 3 места в класирането на дивизията изпадат в Истмиън Премиер дивизия и Южна Премиер дивизия като техните места се заемат от шампионите на лигата и победителите от елиминациите.
Крайната позиция на даден отбор се определя в реда: брой точки, голова разлика, вкарани голове, баланс между два или повече отбори спорещи за по-високото място и най-накрая е серия от повече изиграни срещи в елиминациите.

## Отбори 2008/09
- АФК Уимбълдън
- ФК Бейзингстоук Таун
- ФК Бат Сити
- ФК Бишъпс Сторфорд
- ФК Богнър Реджис Таун
- ФК Брентри Таун
- ФК Бромли Таун
- ФК Челмсфорд Сити
- ФК Дорчестър Таун
- ФК Ийстлий
- ФК Фишър Атлетик
- ФК Хемптън & Ричмънд Бъроу
- ФК Хавант & Уотъруувил
- ФК Хайес & Йединг Юнайтед
- ФК Мейдънхед Юнайтед
- ФК Нюпорт Каунти
- ФК Сейнт Албанс Сити
- ФК Тийм Бат
- ФК Търок Юнайтед
- ФК Уелинг Юнайтед
- ФК Уестън Супер Меър
- ФК Уорчестър Сити